# Down the Way
Down the Way è il secondo album in studio del duo musicale australiano Angus & Julia Stone, pubblicato nel 2010.

## Tracce
Testi e musiche di Angus & Julia Stone.
1. Hold On – 4:25
2. Black Crow – 3:50
3. For You – 5:20
4. Big Jet Plane – 3:59
5. Santa Monica Dream – 5:30
6. Yellow Brick Road – 7:36
7. And the Boys – 4:09
8. On the Road – 4:05
9. Walk It Off – 3:24
10. Hush – 4:22
11. Draw Your Swords – 6:35
12. I'm Not Yours – 3:58
13. The Devil's Tears (+ Old Friend) – 8:51